# FIFA Football 2005
FIFA Football 2005 è un videogioco di calcio sviluppato da EA Canada e pubblicato da Electronic Arts ed è il dodicesimo capitolo della popolare serie FIFA, e l'ultimo uscito sulla prima PlayStation. È uscito nel 2004 per PlayStation, PlayStation 2, Microsoft Windows, Xbox, Nintendo GameCube, Game Boy Advance e N-Gage e nel 2005 per Gizmondo.

## Copertina
La copertina del gioco raffigura Patrick Vieira con la maglia dell'Arsenal, Fernando Morientes con la maglia della Spagna e Andrij Ševčenko con la maglia del Milan.

## Telecronisti
Anche per questa edizione di FIFA, i telecronisti sono Bruno Longhi e Giovanni Galli.

## Innovazioni
- Questo capitolo introduce il "Gioco di prima": tramite i movimenti del pad analogico, il giocatore può effettuare mosse acrobatiche;
- È stata rimossa l'opzione "Abbandona partita", che nel precedente titolo comportava la sconfitta a tavolino;
- È presente un "Video tutorial" in cui sono mostrate le novità del gioco;

## Modalità di gioco
- Esibizione (Gioca): il giocatore sceglie due squadre, controllandone una e giocando un'amichevole. In questa modalità, si può giocare contro il CPU o contro un altro giocatore;
- Carriera: il giocatore impersona un allenatore in una carriera lunga 15 stagioni, partendo dai campionati minori. L'allenatore può firmare per una nuova società al termine della stagione. Si può decidere di giocare la partita, oppure seguirla tramite una simulazione visiva.
- Torneo: si sceglie una squadra, con cui si gioca una competizione reale (campionato nazionale, coppa di lega ecc.);
- Allenamento: si svolge un allenamento senza limite di tempo, scegliendo di allenarsi sugli schemi oppure in una partita libera;

## Campionati
Sono presenti 25 campionati:
- Fußball-Bundesliga
- Jupiler League
- Campeonato Brasileiro Série A
- K-League
- Superliga
- Ligue 1
- Ligue 2
- Fußball-Bundesliga
- 2. Fußball-Bundesliga
- FA Premier League
- Football League Championship
- Football League One
- Football League Two
- Serie A[1]
- Serie B
- Primera División
- Tippeligaen
- Eredivisie
- Primeira Liga
- Scottish Premier League
- Primera División
- Segunda División
- Major League Soccer
- Allsvenskan
- Super League

## Colonna sonora
- Air - "Surfing on a Rocket"
- Anthrax - "I'm the Man"
- Brothers - "Dieci Cento Mille"
- Clorofila of Nortec Collective - "Almada"
- Debi Nova - "One Rhythm (Do Yard Riddim Mix)"
- Emma Warren - "She Wants You Back"
- Faithless - "No Roots"
- Ferry Corsten - "Rock Your Body, Rock"
- Flogging Molly - "To Youth (My Sweet Roisin Dubh)"
- Franz Ferdinand - "Tell Her Tonight"
- Future Funk Squad - "Sorcerary"
- Gusanito - "Vive La Vida"
- Head Automatica - "Brooklyn Is Burning"
- Inverga + Num Kebra - "Eu Perdi Você"
- Ivete Sangalo - "Sorte Grande"
- INXS - "What You Need (Coldcut Force Mix 13 Edit)"
- Jose - "A Necessidade"
- Lamb of God - "Now You've Got Something To Die For"
- Los Amigos Invisibles - "Esto Es Lo Que Hay (Reggaeton Remix)"
- La Mala Rodríguez - "Jugadoras, Jugadores"
- Mañana - "Miss Evening"
- Marcelo D2 - "Profissão MC"
- Miss J - "Follow Me"
- Morrissey - "Irish Blood, English Heart"
- Nachlader - "An die Wand"
- New Order - "Blue Monday"
- Oomph! - "Augen Auf!"
- Paul Oakenfold - "Beautiful Goal (EA Sports Football Theme)"
- Public Enemy - "Bring the Noise"
- Sandro Bit - "Ciao Sono Io"
- Sarah McLachlan - "World on Fire (Junkie XL Remix)"
- Scissor Sisters - "Take Your Mama"
- Seeed - "Release"
- Sneak Attack Tigers - "The End of All Good"
- Sôber - "Cientos de Preguntas"
- Soul'd Out - "1,000,000 Monsters Attack"
- The Sounds - "Seven Days a Week"
- The Soundtrack of Our Lives - "Karmageddon"
- The Streets - "Fit But You Know It"
- Wayne Marshall - "Hot in the Club"
- Zion y Lennox - "Ahora"